# Base aérea de Büchel
La base aérea de Büchel es un aeródromo de la Luftwaffe. Se encuentra cerca de Büchel, municipio de Ulmen, distrito de Cochem-Zell, en Renania-Palatinado, y sirve como base para el Taktisches Luftwaffengeschwader 33 (33.º escuadrón táctico de la fuerza aérea: TaktLwG 33) y al 702 Munitions Support Squadron (Escuadrón de apoyo de municiones: 702 MUNSS) de la Fuerza Aérea de los Estados Unidos (USAF). 
Desde 2004, la base aérea de Büchel es el único lugar en Alemania donde se almacenan armas nucleares de las Fuerzas Armadas de los Estados Unidos,  después de que las armas nucleares almacenadas en la base aérea de Ramstein fueran retiradas en 2005.  El escuadrón de la fuerza aérea alemana que se encuentra allí, proporciona con el avión de caza Panavia Tornado el portador para el uso de bombas nucleares de caída libre B61, como parte del programa de compartición nuclear de la OTAN. 

## Historia

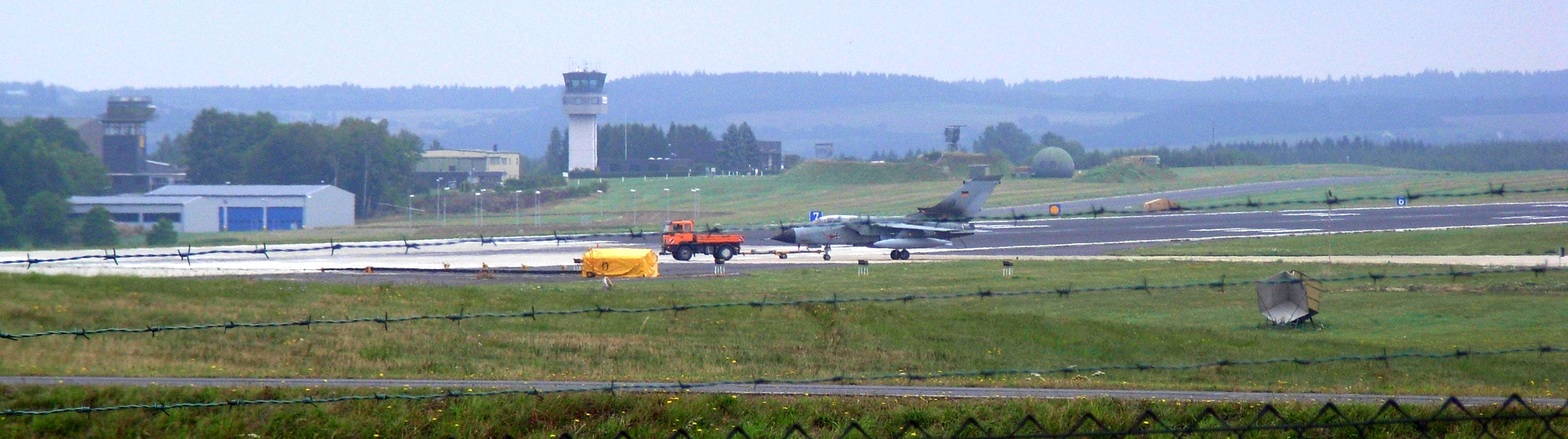
Pista con aeronave remolcada MRCA Tornado

En los últimos meses de la Segunda Guerra Mundial, en el lugar de la actual base aérea, en Lutzerather Eck, hubo dos sitios de lanzamiento de misiles de crucero V1, los Fst 4 y 5.
La historia de la base aérea de Büchel, originalmente planificada cerca de Münstermaifeld  comenzó en 1954 y 1955, cuando las fuerzas de ocupación francesas construyeron el aeródromo militar y lo asignaron al Primer Mando Aéreo Francés, pero sin ocuparlo.
En el otoño de 1954, la Conferencia de las Nueve Potencias en Londres decidió que el gobierno de la República Federal era el “único gobierno alemán” autorizado a “hablar en nombre de Alemania como representante del pueblo alemán en los asuntos internacionales” y, de ese modo, permitió a la República Federal unirse al Tratado de Bruselas (1948) y a la OTAN. La conferencia dio como resultado garantías por parte de Estados Unidos, Gran Bretaña y Canadá de mantener sus tropas en el continente europeo. Con los Acuerdos de París del 5 de mayo de 1955, la República Federal recibió su soberanía parcial y fue integrada en el sistema de seguridad de la Unión Europea Occidental. El 9 de mayo de 1955 se unió a la OTAN (para más detalles, véase el artículo Rearme).
Poco después de la finalización del aeródromo, las fuerzas armadas francesas lo entregaron a la Oficina Federal de Bienes el 6 de junio de 1955. El 13 de agosto de 1955 el emplazamiento fue entregado a la administración de la Bundeswehr y el 15 de agosto los primeros 250 soldados alemanes se trasladaron al emplazamiento de Büchel. A partir de febrero de 1957 se realizaron intensos trabajos en la infraestructura para la reubicación de la Escuela de Armas de la Luftwaffe 30.
El 12 de julio de 1957 llegaron a Büchel los primeros 140 soldados de la Escuela de Armas 30 de la Luftwaffe. El 6 de agosto de 1957 llegaron las partes restantes del Grupo de Suministro de la Fuerza Aérea. Los aviones de la Escuela de Armas 30 fueron trasladados por etapas a partir de octubre de 1957. A finales de octubre había 72 F-84F, tres T-33 y dos T-6 en la base aérea de Büchel. La escuela de armas cerró sus puertas el 30 de junio de 1958.
El escuadrón de Büchel pasó a llamarse Jagdbombergeschwader 33 (Escuadrón de Cazas-Bombarderos 33) el 1 de julio de 1958. En diciembre de 1958 quedó oficialmente bajo control de la OTAN. En el año 1961 se construyó el alojamiento para las tropas en Cochem- Brauheck. En 1962 se fundó el taller de formación civil en la base aérea de Büchel. 

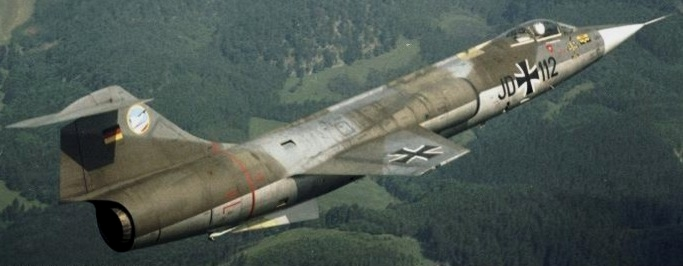
F-104 Starfighter

Los primeros Starfighters llegaron a Büchel el 28 de agosto de 1962. La conversión al actual tipo de avión Tornado tuvo lugar en 1985, y el último vuelo oficial del Starfighter en Büchel tuvo lugar el 30 de mayo de 1985 con una decoración especial. Esta máquina todavía se encuentra hoy en la puerta principal de la base aérea.
En 1995, cinco bases aéreas alemanas tenían armas nucleares: Büchel, Memmingen, Norvenich, Ramstein y Spangdahlem. Desde que en 2007 se retiraron las armas nucleares de Ramstein, la base aérea de Büchel es el único lugar de Alemania con armas nucleares. Hasta 1996, muchos políticos locales desconocían la existencia de esas armas.
En 2009, un acuerdo de coalición entre la CDU y el FDP, por iniciativa del ministro de Asuntos Exteriores Guido Westerwelle, contenía la retirada de las armas nucleares como objetivo, lo que reafirmado por el Bundestag en 2010.
Según The Guardian en 2013, los estados miembros de Europa del Este de la OTAN se habían resistido a la retirada de las bombas nucleares compartidas de Europa, por temor a que ello mostrara un debilitamiento del compromiso de Estados Unidos de defender a Europa contra Rusia.
En la tarde del 16 de enero de 2014, un Tornado alemán del Escuadrón táctico de la fuerza aérea se estrelló durante un ejercicio nocturno mientras se aproximaba a Büchel cerca de Laubach (Eifel), cerca del cruce con la Autobahn 48.
Para protegerse de oponentes a las armas nucleares y otros visitantes no deseados, la base aérea está equipada con un sistema de vallas completamente nuevo desde 2019; incluyendo el camino de patrulla, una valla adicional temporal y numerosos sensores y cámaras nuevos, cada kilómetro habría costado más de un millón de euros, según los planes.
La Fuerza Aérea planea estacionar 35 F-35A con capacidad nuclear en la base aérea de Büchel después de que se complete una importante renovación planificada de la pista. Para ello, a partir de junio de 2022, un total de 25 Tornados de la Bundeswehr fueron trasladados desde Büchel a la base aérea de Nörvenich, inicialmente hasta 2026. Está previsto que las obras de construcción finalicen en febrero de 2026. Las obras continuarán al menos hasta el año 2028. Sin embargo, esto no debería restringir aún más las operaciones de vuelo. El coste total de la modernización de la base aérea de Büchel y la implementación del sistema de armas F-35A será de aproximadamente 1.100 millones de euros.

## Armas nucleares
Según declaraciones de los servicios científicos del Bundestag alemán, en la base aérea de Büchel se almacenan armas nucleares en el marco del intercambio nuclear:

… Una forma de consideración podría consistir, por ejemplo, en la llamada „nukleare Teilhabe“ [“compartir armas nucleares”], un sistema contractual de “dos claves” para el uso conjunto de armas nucleares, como se ha practicado durante años con los Estados Unidos (por ejemplo, en la base militar de Büchel, Palatinado). 

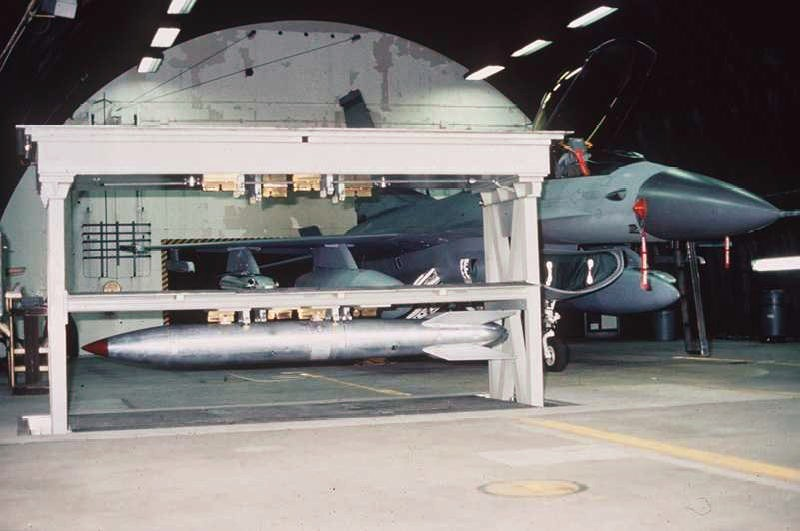
Utilizando un polvorín subterráneo como éste, las armas nucleares B61 también podrían almacenarse en los refugios blindados para aeronaves de Büchel.

En el norte de la zona hay una plaza especialmente protegida con cuatro refugios para aeronaves reforzados. Se supone que las armas nucleares del tipo B61 se almacenan bajo tierra de tal manera que pueden utilizarse directamente.  Estas tienen una fuerza explosiva ajustable de 0,3 a 170 kilotones de equivalencia en TNT, un máximo de aproximadamente 13 veces la de la bomba de Hiroshima. También hay a alrededor de 1,5 kilómetros al norte del aeródromo un depósito de municiones especialmente protegido, como las docenas de ellos que existían en la República Federal de Alemania durante la Guerra Fría.
Las armas nucleares almacenadas deben ser liberadas por el Presidente de los Estados Unidos para que puedan ser utilizadas.  Son administradas por la Fuerza Aérea de los Estados Unidos y operadas por el 702.º escuadrón, compuesto por 139 efectivos. Escuadrón de Apoyo de Municiones (702 MUNSS) del 38.º Grupo de Mantenimiento de Municiones (38 MUNG).  Esta unidad estadounidense es responsable de la custodia, protección, mantenimiento y liberación del arsenal de armas de la más alta categoría de seguridad. La Fuerza Aérea Alemana apoya a la unidad estadounidense en la protección con el Luftwaffensicherungsstaffel „S“ (Escuadrón de seguridad de la fuerza aérea “S”).
En 2008, la Federación de Científicos Estadounidenses (FAS) informó que, según un estudio interno de la Fuerza Aérea de los Estados Unidos, muchas instalaciones de almacenamiento de armas nucleares no cumplían con los estándares mínimos de seguridad del Departamento de Defensa de EE. UU. Se dijo que entre ellos se encontraba la base aérea de Büchel. Estas normas se introdujeron a principios de 2009. Como primera respuesta, el ejército estadounidense planeaba concentrar las armas nucleares en menos lugares de Europa.
Estados Unidos anunció que gastaría aproximadamente cuatro mil millones de dólares hasta 2023 para modernizar labomba nuclear B61. Hasta el momento, se trata de bombas de caída libre. La nueva versión contará con un sistema de control que mejora el alcance y la precisión. En la base aérea de Büchel se encuentran probablemente desde 2015 nuevas armas nucleares B61-12 (el presupuesto de la Fuerza Aérea estadounidense preveía esta posibilidad desde el 3 de enero de 2016). En el primer trimestre de 2015 se asignaron fondos para la integración de este nuevo sistema de bombas nucleares en los cazabombarderos alemanes Tornado.  Los críticos argumentaron que esto convertiría las armas en armas de largo alcance guiadas con precisión,  lo que reduciría la barrera para su uso.
A finales de agosto de 2019, un avión de transporte Boeing C-17 estadounidense aterrizó en la base aérea de Büchel y trasladó las armas nucleares almacenadas allí a Estados Unidos para una actualización de software. Como resultado de ello, Alemania fue cerca de 48 horas una zona libre de armas nucleares. 
En 2020, Rolf Mützenich, de la SPD, se opuso al uso compartido de armas nucleares y a la entonces inminente sustitución  de las ojivas nucleares B61-3 y B61-4, que estaban estacionadas en Büchel, por los últimos modelos B61-12.
Según una encuesta representativa realizada por YouGov en agosto de 2020, encargada por la Agencia de Prensa Alemana (DPA), el 66 por ciento de los encuestados estaba a favor de retirar las armas nucleares. El 19 por ciento de los encuestados quería conservarlos y el 16 por ciento no proporcionó ninguna información.
En una encuesta representativa realizada por Infratest dimap por encargo de la revista política NDR Panorama en junio de 2022, tras el inicio de la guerra de Ucrania, por primera vez la mayoría apoyó la permanencia de armas nucleares estadounidenses en Alemania. El 52 por ciento apoyaba la permanencia y el 39 por ciento la rechazaba.
El Ministerio Federal de Defensa alemán afirmó que en 2026 planeaba haber convertido el aeródromo para acomodar el nuevo F-35, con un costo de 10 mil millones de euros. Mientras tanto, la Bundeswehr se estaba entrenando en la base aérea de Nörvenich.

### Maniobra „Steadfast-Noon“

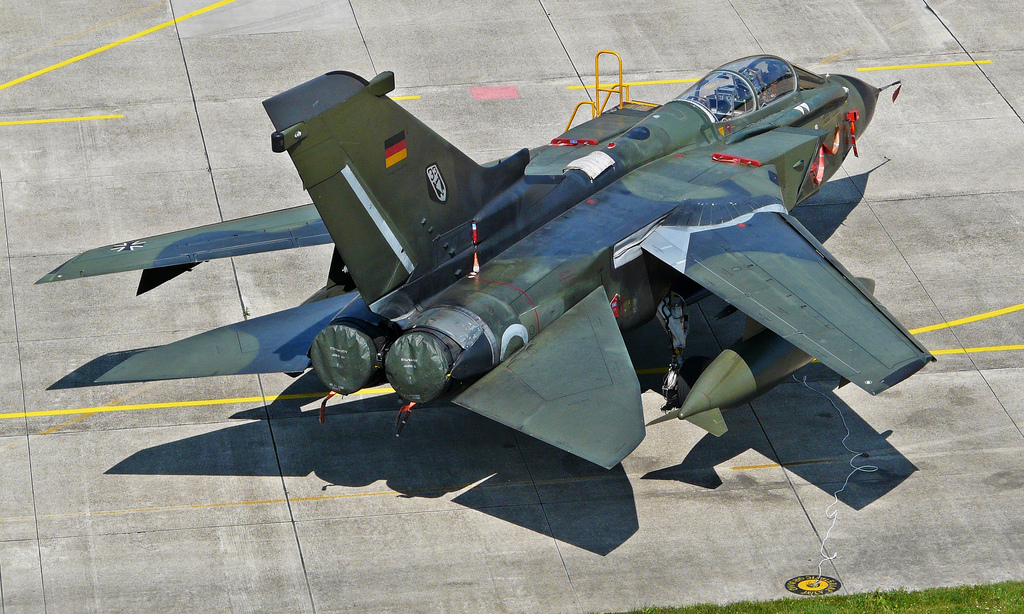
Avión de combate “Tornado” del Escuadrón táctico de la fuerza aérea 33

Las Fuerzas Armadas alemanas participan regularmente en el ejercicio secreto de la OTAN “Steadfast Noon” con aviones de combate de la base aérea de Büchel. Entre otras cosas, se practica el uso de armas nucleares.
El 18 de octubre de 2019, un avión de combate estadounidense McDonnell Douglas F-15 se vio involucrado en un accidente aéreo, procedente de la base aérea de Büchel el vehículo virtió unas 3,6 toneladas de combustible. Según el control del tráfico aéreo, una región de aproximadamente 28 kilómetros al norte de Büchel se vio afectada por ello. Según informó SWR, el vuelo fue parte del ejercicio secreto de la OTAN.

### Acciones de protesta
Durante varios años, la base aérea fue escenario de acciones del movimiento pacifista que exigía el fin de la participación nuclear de Alemania y la firma del Tratado sobre la Prohibición de las Armas Nucleares. El acuerdo internacional prohíbe el desarrollo, la producción, el ensayo, la adquisición, el almacenamiento, el transporte, el despliegue y el uso de armas nucleares, así como la amenaza de dicho uso.
En 2016  se llevó a cabo por primera vez una campaña de acción de 20 semanas bajo el lema “¡20 semanas contra 20 bombas!”. La retirada de las armas nucleares de Büchel se exigió mediante diversos eventos y formas de acción, también en la puerta principal, como vigilias, debates y eventos culturales, servicios religiosos y actos de desobediencia civil mediante bloqueos.
En los últimos años, los manifestantes han logrado repetidamente superar las medidas de seguridad militares y obtener acceso al sitio de armas nucleares en protesta contra lo que se cree que son las últimas bombas nucleares estadounidenses en Alemania.
El Aachener Friedenspreis (Premio de la Paz de Aquisgrán) se otorgó en 2019 a la campaña «¡Büchel está en todas partes! ¡Liberados de armas nucleares ya!» y al Initiativkreis gegen Atomwaffen (Iniciativa contra las Armas Nucleares). Ambas iniciativas fueron reconocidas por su compromiso de décadas contra las bombas nucleares estadounidenses en Büchel y en todo el mundo.

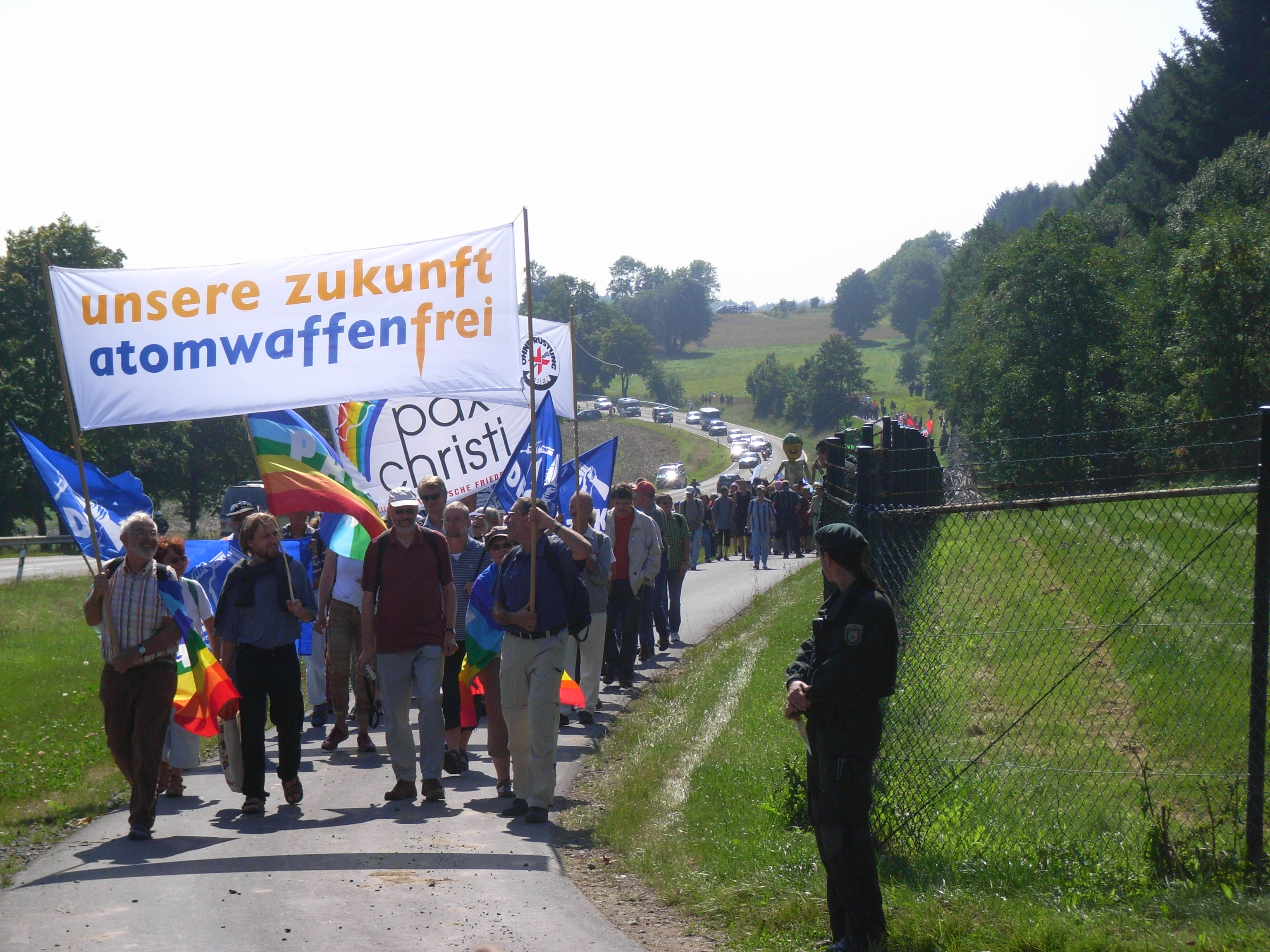
Manifestación contra el intercambio de armas nucleares, agosto de 2008, en la base aérea
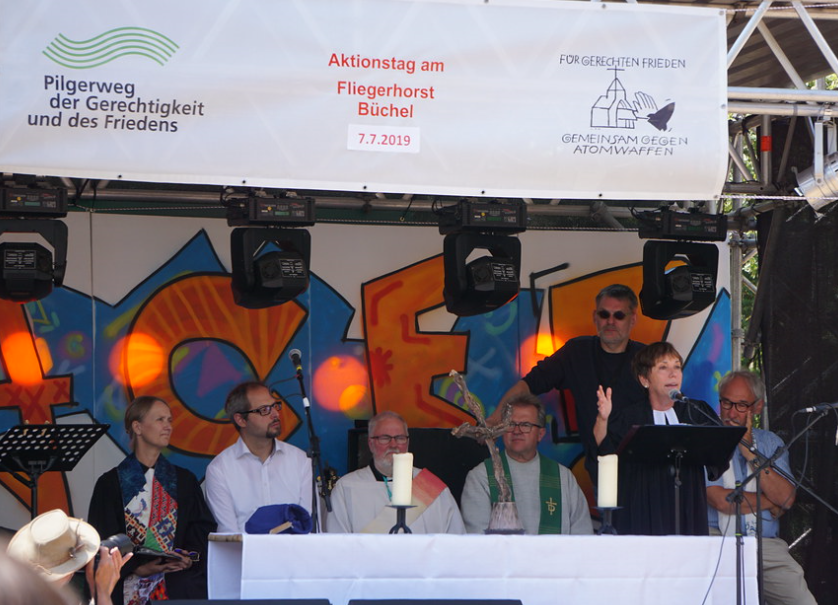
Margot Käßmann con otros participantes en el Día de acción de la Iglesia 2019 en la base aérea de Büchel
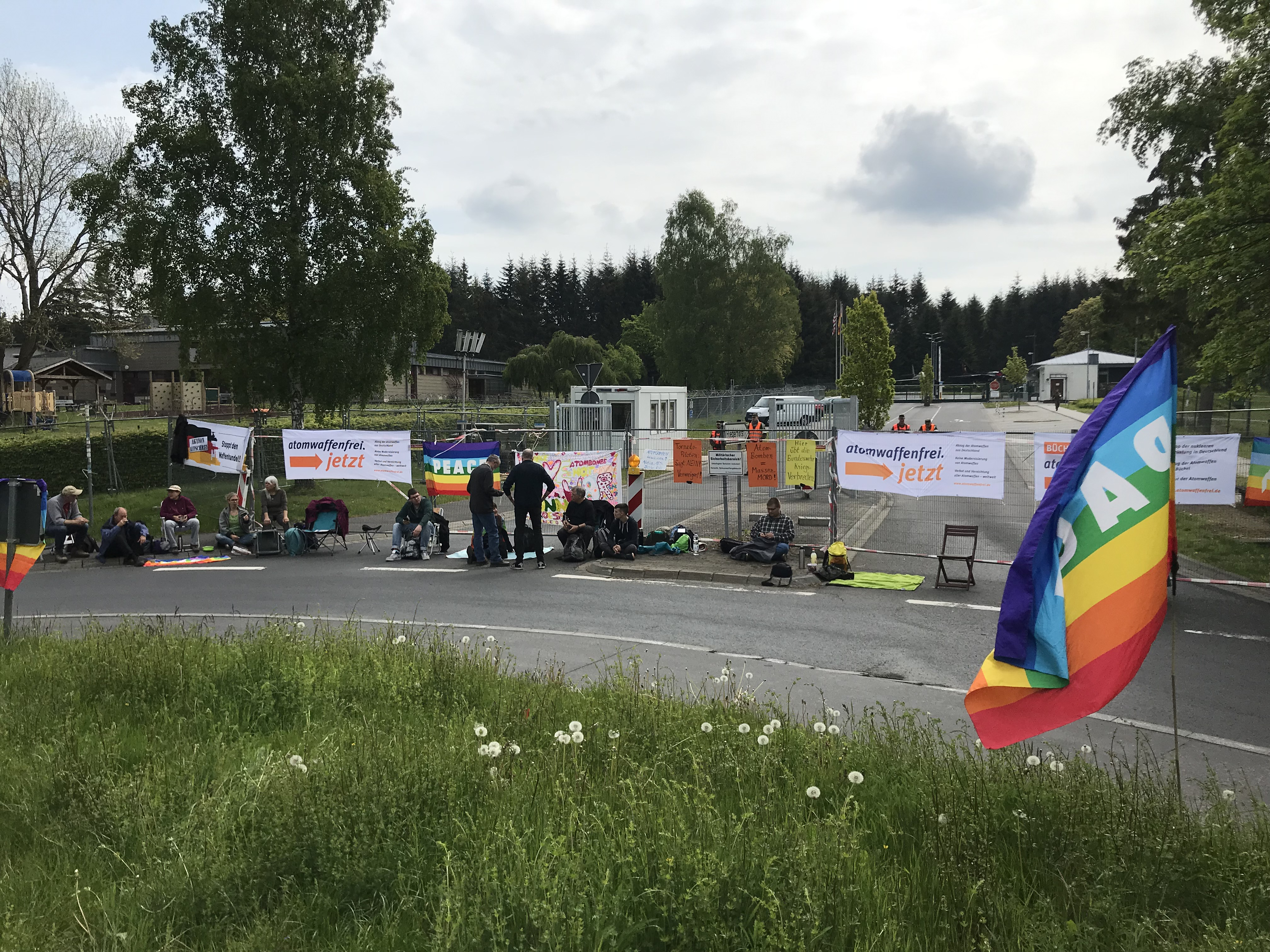
Acción de bloqueo frente a la puerta principal de la base aérea de Büchel (2018)

## Uso civil compartido
La pista de la base aérea fue utilizada por el club de vuelo civil de Büchel los fines de semana y días festivos hasta el 31 de marzo de 2023. Allí realizó operaciones de vuelo con aviones a motor y planeadores. Había rampas de lanzamiento con remolque y con cabrestante para planeadores. El 9 de febrero de 2023 se revocó el permiso para este uso civil compartido. Las operaciones de vuelo civil se interrumpieron por completo el 31 de marzo de 2023. 